# Eudocima colubra
Eudocima colubra là một loài bướm đêm trong họ Erebidae.